# A bude hůř (hudební skupina)
A bude hůř (ABH) je česká undergroundová punkrocková (označovaná jako „underpunková“) hudební skupina z Prahy. Vznikla v roce 1992 a svůj název si zvolila podle stejnojmenné knihy Jana Pelce. Své první studiové album vydala v roce 2001 pod názvem Basket (do té doby vyšlo několik koncertních záznamů). Album bylo inspirováno Pelcovou knihou Basket Flora. Do roku 2018 následovalo dalších pět alb. V roce 2017 kapela oslavila 25. výročí svého vzniku koncertem, na kterém jí předskakovaly skupiny Hovado Boys, Sex Deviants a Našrot.

## Členové

### Současní
- Václav Kaprhál – zpěv (1992–dosud)
- David Strnad – kytara (1997–dosud)
- Petr Dub – baskytara (1999–2004, 2013–dosud)
- David Pospíšil – bicí (2007–dosud)
- Jan Večeřa – kytara (2012–dosud)

### Dřívější
- Jiří Juliš – kytara (1993–2000)
- Petr Matějček – bicí, baskytara (1993–1995)
- Tomáš Hrdinka – baskytara (1993–1998)
- Jakub Slavík – bicí (1996–2000)
- Robert Keller – bicí (2001–2003)
- Marek Matuška – bicí (2004–2008)
- Martin Strnad – kytara (2005–2008)
- Radek Bouška – baskytara (2004–2013)

## Diskografie
- Kopry! (1999)
- Basket (2001)
- Vovar mezi uschima (2003)
- Velitel je žena (2006)
- Kdo chce zapalovat, musí sám hořet (2009)
- Instantní bojovník (2014)
- Strana B (2018)
- Nevěřte Nikomu! (2022)